# Mouvement pour l'indépendance de l'Inde
 (signalé en juillet 2025).
Si vous disposez d'ouvrages ou d'articles de référence ou si vous connaissez des sites web de qualité traitant du thème abordé ici, merci de compléter l'article en donnant les références utiles à sa vérifiabilité et en les liant à la section « Notes et références ».
- Archive Wikiwix
- Bing
- Cairn
- DuckDuckGo
- E. Universalis
- Gallica
- Google
- G. Books
- G. News
- G. Scholar
- Persée
- Qwant
- (zh) Baidu
- (ru) Yandex
- (wd) trouver des œuvres sur Wikidata

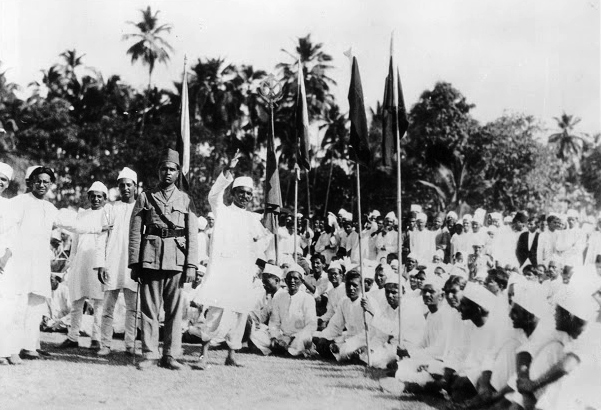
Manifestation contre la colonisation anglaise en Inde, dans les années 1930

Le mouvement pour l'indépendance de l'Inde recouvre un ensemble complexe englobant diverses campagnes nationales et régionales, des troubles et des tentatives inspirés d'une philosophie à la fois non violente et militante, et a impliqué une gamme étendue d'organismes, de philosophies et de mouvements politiques indiens ayant eu pour but commun de mettre fin à l'autorité coloniale britannique aussi bien que celle d'autres administrations coloniales dans le sous-continent indien.

## Histoire

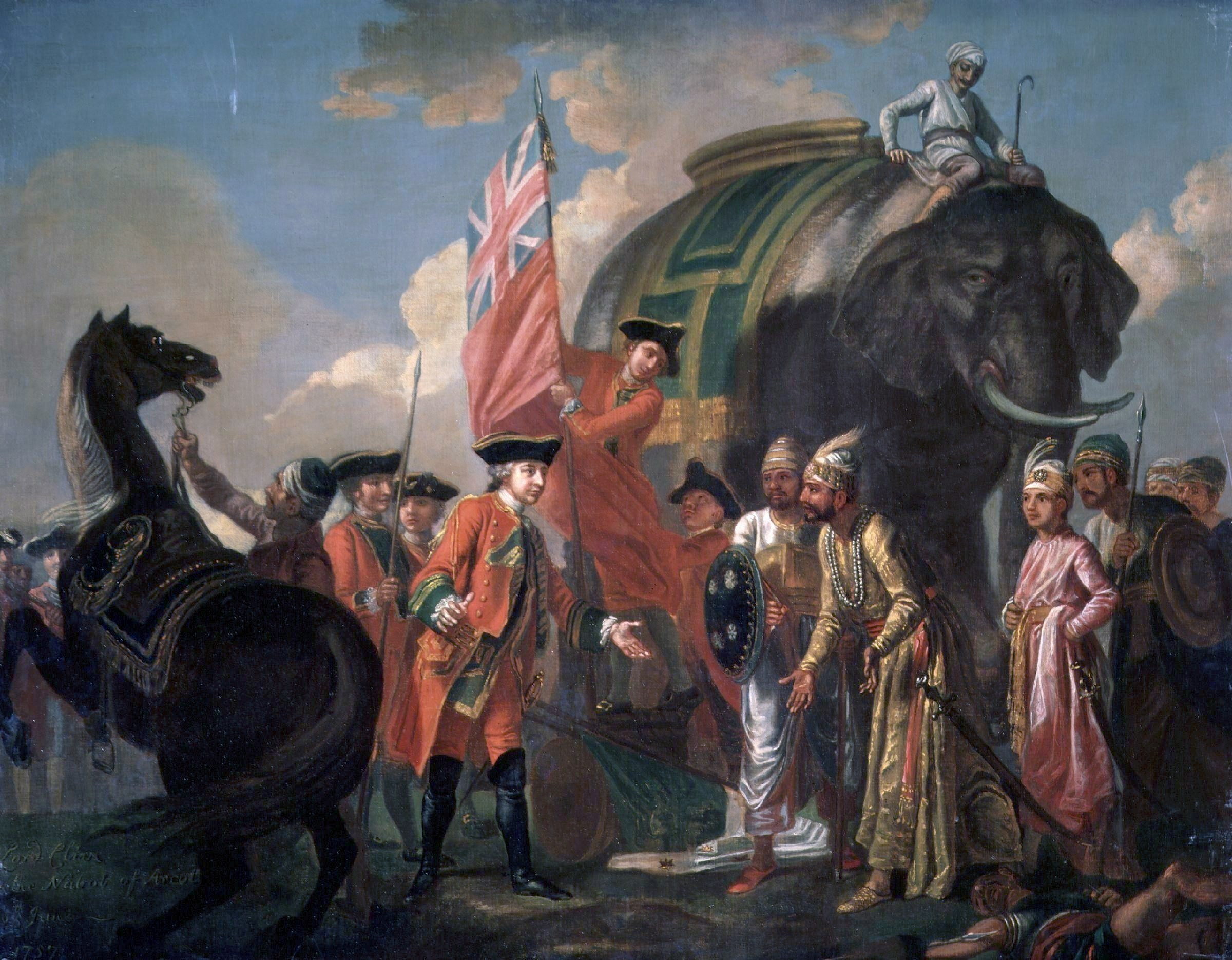
Robert Clive et Mir Jafar après la bataille de Plassey.

On peut faire remonter la première répression de ce mouvement au tout début de l'expansion coloniale des Portugais au Karnataka au début du XVIe siècle, et de la Compagnie anglaise des Indes orientales dans le nord de l'Inde au milieu et à la fin du XVIIIe siècle. En 1857, la révolte des Cipayes en Inde est souvent vue par de nombreux historiens comme le point de départ moderne du mouvement d'indépendance de l'Inde. En 1857, les insurgés étaient à deux doigts de vaincre la puissance coloniale Britannique, et la répression coloniale sera féroce. Le courant dominant du mouvement à partir de la deuxième moitié du XIXe siècle fut de plus en plus mené par le Congrès national indien dirigé par des chefs modérés cherchant à obtenir le statut de dominion dans le Commonwealth. Le début des années 1900 vit apparaître une attitude plus radicale en ce qui concerne l'indépendance politique proposée par des chefs comme le Lal Bal Pal et Aurobindo Ghose. Un nationalisme militant se fit jour également dans les premières décennies du XXe siècle, aboutissant à l'échec du pacte indo-allemand et à la conspiration de Ghadar pendant la Première Guerre mondiale. 
La fin de la guerre vit le Congrès adopter une politique d'agitation non violente et de désobéissance civile menée par le Mahatma Gandhi. Quelques mouvements violents persistèrent cependant comme la HSRA (1928-1932) de Bhagat Singh ou la révolte de Rampa (1922-1924). 
Durant la Seconde Guerre mondiale le mouvement se divise sur la ligne à suivre.
D'une part Subhas Chandra Bose, président du Congrès en 1938 et 1939, mis en minorité au sein du parti pour sa remise en cause de la non-violence, va tenter de donner une dimension militaire au mouvement en se rapprochant des puissances de l'Axe. Il fonde le Gouvernement provisoire de l'Inde libre à Singapour et l'Armée nationale indienne qui opère avec l'Armée impériale japonaise de 1943 à 1945.
D'autre part le mouvement indépendantiste indien connaît un clivage radical sur le soutien à apporter à l'effort de guerre britannique. Déçu des concessions obtenues, le Congrès lance le mouvement Quit India, fortement réprimé, qui n'est pas suivi par la ligue musulmane de Muhammad Ali Jinnah.  
Ce positionnement aura une forte influence sur la division entre l'Inde et le Pakistan, lorsque le mouvement aboutit à l'indépendance du sous-continent de l'empire britannique en août 1947.
L'Inde resta un dominion de la couronne jusqu'au 26 janvier 1950, date à laquelle elle adopta sa constitution pour se proclamer une République. Le Pakistan se proclama République en 1956 mais dut faire face à un certain nombre de luttes intestines qui entraînèrent la suspension des institutions démocratiques. En 1971, la guerre civile pakistanaise aboutissant à la guerre de 1971 vit la sécession du Pakistan oriental devenu la nation du Bangladesh.

## Conséquences
Le mouvement de l'indépendance a également servi de catalyseur important à des mouvements semblables dans d'autres régions du monde, menant à la désintégration et au démantèlement final de l'empire britannique et à son remplacement par le Commonwealth des nations. La philosophie de Gandhi de résistance non violente a inspiré le mouvement américain des droits civiques (1955-1968) mené par Martin Luther King, la lutte pour la démocratie en Birmanie menée par Aung San Suu Kyi et celle du Congrès national africain contre la ségrégation en Afrique du Sud menée par Nelson Mandela, bien que tous ces dirigeants n'adhérent pas au principe strict de Gandhi de non-violence et de non-résistance aussi appelé mouvement de désobéissance civile.